# Rayan, Idlib
Rayan, Idlib (tiếng Ả Rập: ريان) là một ngôi làng Syria nằm ở Saraqib Nahiyah ở huyện Idlib, Idlib. Theo Cục Thống kê Trung ương Syria (CBS), Rayan, Idlib có dân số 1816 trong cuộc điều tra dân số năm 2004.